# Será
"Será" é uma canção composta por Renato Russo e lançada em 1985 no álbum de estreia epônimo da banda Legião Urbana. Tornou-se o primeiro sucesso do grupo e, de acordo com o Escritório Central de Arrecadação e Distribuição (ECAD), é a segunda canção mais tocada da banda no Brasil.

## Recepção
Alguns críticos, como Regis Tadeu, apontaram uma semelhança entre "Será" e "Say Hello, Wave Goodbye", da dupla britânica Soft Cell. Os versos "Take your hands off me / I don't belong to you", trecho da canção "Say Hello Wave Goodbye", teriam sido traduzidos para o primeiro verso de "Será". Renato Russo disse que realmente se inspirou nas palavras do Soft Cell para o trecho "Tire suas mãos de mim / Eu não pertenço a você".

## Videoclipe
A música teve um videoclipe que foi dirigido por Toniko Melo e gravado nos dias 25, 26 e 27 de maio de 1985 na casa noturna Rose Bom Bom, em São Paulo e foi o primeiro clipe feito pela banda.

## Outras versões
- Raça Negra[5][6]
- Simone[7]